# おんなの出船
「おんなの出船」（おんなのでふね）は、1979年7月1日に発売された松原のぶえのデビュー・シングル。

## 解説
松原のデビュー曲にして出世作とされる。
松原は本楽曲で、1985年の第36回NHK紅白歌合戦に初出場している。
シングルはカップリングを替えて3度リリースされている（発売はいずれも日本コロムビア）。

## 収録曲

### 1979年版
- 両楽曲共に、作詞：山田孝雄

1. おんなの出船 (4分2秒)
作曲：船村徹、編曲：栗田俊夫
2. 哀しき純情 (4分1秒)
作曲・編曲：竜崎孝路

### 1983年版
1. おんなの出船 (4分2秒)
作詞：山田孝雄、作曲：船村徹、編曲：栗田俊夫
2. 竜飛哀歌 (4分15秒)
作詞：まさたつよし、作曲・編曲：鈴木操

### 2003年版「ベスト&ベスト おんなの出船 / 蛍」
1. おんなの出船 (4分5秒)
作詞：山田孝雄、作曲：船村徹、編曲：栗田俊夫
2. 蛍 (4分40秒)
作詞：たかたかし、作曲：弦哲也、編曲：山田年秋
3. おんなの出船（オリジナル・カラオケ）
4. 蛍（オリジナル・カラオケ）

## カバー
- 村上幸子 - 『村上幸子 演歌ヒット12』（1983年、カセットテープ、クラウンレコード）収録
- 井上由美子 - 『みちしるべ 〜いつでも「走れ!歌謡曲」〜』（2006年、キングレコード）収録 編曲：伊藤雪彦
- 水田竜子 - 『旅うた Vol.4 〜海かぜが聞こえる〜』（2012年、キングレコード）収録 編曲：山田年秋
- 葵かを里 - 『葵かを里 全曲集〜保津川ふたり〜』（2014年、徳間ジャパンコミュニケーションズ）収録 編曲：岩田光司
- 三船和子 - 『三船和子 全曲集〜女…泣く港〜』（2016年、ミノルフォン）収録 編曲：馬場良
- 市川由紀乃 - 『唄女II〜昭和歌謡コレクション』（2017年、キングレコード）収録 編曲：山田年秋
- 木村好夫と演歌倶楽部 - 『木村好夫のギター演歌 〜昭和の名曲コレクション 2〜』（2018年、日本クラウン）収録 編曲：木村好夫